# Hyloscirtus albopunctulatus
Espèce
Synonymes
- Hyla albopunctulata  Boulenger, 1882

Statut de conservation UICN

 LC  : Préoccupation mineure
Hyloscirtus albopunctulatus est une espèce d'amphibiens de la famille des Hylidae.

## Répartition
Cette espèce se rencontre dans l'ouest du bassin amazonien :
- en Équateur dans la partie amazonienne ;
- au Pérou.

## Publication originale
- Boulenger, 1882 : Catalogue of the Batrachia Salientia s. Ecaudata in the collection of the British Museum, ed. 2, p. 1-503 (texte intégral).